# Municipio di Bath (Michigan)
Il Municipio o Municipalità di Bath, o più precisamente e ufficialmente Charter Township di Bath (en: Bath Charter Township), è una Township della Contea di Clinton del Michigan negli Stati Uniti. Secondo il censimento del 2010, la popolazione dei suoi comuni era di 11.598, con un aumento rispetto ai 7.541 del 2000. Si trova direttamente a nord della città di East Lansing.

## Storia
La township di Bath è stata originariamente creata nel 1839 come Ossowa Township, essendo stata divisa da township di DeWitt per atto del governatore. Fu ribattezzata Bath Township nel 1843.
Park Lake all'estremità meridionale della township era la fonte del Park Lake Trail, un importante sentiero dei nativi americani che intersecava l'Okemah Trail in quella che in seguito divenne la città di East Lansing, nel Michigan. Park Lake si sviluppò in una destinazione ricreativa regionale per la crescente popolazione di Lansing dopo che la capitale dello stato si trasferì a Lansing nel 1847 e il Michigan Agricultural College fu fondato a East Lansing, Michigan nel 1855. All'inizio del 1900 Park Lake era circondato da campi estivi affiliati con varie chiese e associazioni, nonché cabine stagionali e logge. Il più ambizioso di questi era il Park Lake Resort che presentava un grande padiglione da ballo costruito sull'acqua su dei pali. Il Park Lake Dance Pavilion fungeva da luogo di intrattenimento ed ospitò molti artisti famosi ,come Tommy Dorsey, fino a quando non fu bruciato negli anni '30. Seguirono anni di declino e Park Lake non riacquistò mai la sua precedente popolarità.
Bath è stata la scena dell'attentato alla Bath School, ossia l'atto più mortale di omicidio di massa in una scuola nella storia degli Stati Uniti. Ha causato più di tre volte il numero di vittime del massacro della Columbine High School e il doppio delle vittime della sparatoria alla Virginia Tech e alla Sandy Hook Elementary School.

## Geografia
Secondo lo Ufficio del censimento degli Stati Uniti d'America, il comune ha un'area totale di 91 km², di cui 82 km² è terra e 8,3 km² è acqua.

## Evoluzione demografica
| Censimento | Popolazione | +/-   |
| ---------- | ----------- | ----- |
| 1960       | 3.732       | -     |
| 1970       | 4.832       | 29,5% |
| 1980       | 5.746       | 18,9% |
| 1990       | 6.387       | 11,2% |
| 2000       | 7.541       | 18,1% |
| 2010       | 11.598      | 53,8% |
| 2017       | 12.805      | 10,4% |

### 2010
Al censimento del 2010 c'erano 11.598 persone in 4.697 famiglie, comprese 2.596 famiglie, nella township. La densità di popolazione era di 140,6 ab/km 2. C'erano 5.106 unità abitative con una densità media di 61,9 ab/km 2. La composizione razziale della township era 87,5% bianchi, 5,2% afroamericani, 0,4% nativi americani, 3,6% asiatici, 0,0% isolani del Pacifico, 1,0% da altre razze e 2,3% da due o più razze. Ispanici o latinos di qualsiasi razza erano il 3,4%.

### 2000
Delle 2.799 famiglie il 37,1% aveva figli di età inferiore ai 18 anni che convivevano con loro, il 60,6% erano coppie sposate che convivono, il 9,8% aveva una donna capofamiglia senza marito presente e il 25,8% non erano famiglie. Il 19,5% delle famiglie era una persona e il 4,4% una persona di 65 anni o più. La dimensione media della famiglia era 2,68 e la dimensione media della famiglia era 3,10.
La distribuzione per età era del 28,2% al di sotto dei 18 anni, del 6,8% dai 18 ai 24 anni, del 32,1% dai 25 ai 44 anni, del 25,0% dai 45 ai 64 anni e del 7,9% dai 65 anni in su. L'età media era di 36 anni. Per ogni 100 femmine, c'erano 98,4 maschi. Per ogni 100 femmine dai 18 anni in su, c'erano 98,2 maschi.
Il reddito familiare medio era di $ 53.881 e il reddito familiare medio era di $ 58.825. I maschi avevano un reddito medio di $ 43.548 contro $ 31.056 per le femmine. Il reddito pro capite per la township era di $ 24.675. Circa il 3,8% delle famiglie e il 4,5% della popolazione erano al di sotto della soglia di povertà, compreso il 3,8% di quelli sotto i 18 anni e il 7,8% di quelli di età pari o superiore ai 65 anni.

## Cultura

### Istruzione
Sono presenti quattro distretti scolastici a Bath:
- Bath Community Schools
- Scuole pubbliche di East Lansing
- Haslett Public Schools
- Scuole comunitarie di Laingsburg